# ナスティア・リューキン
ナスティア・リューキン（Nastia Liukin、ロシア語:  Анастасия "Настя" Валерьевна Люкин、1989年10月30日 - ）はロシア系アメリカ人の女子体操選手である。ロシアのモスクワ生まれ。2008年の北京オリンピックの女子個人総合で金メダル、世界体操競技選手権でも2005年に平均台と段違い平行棒、2007年にも平均台で世界チャンピオンになっている。世界選手権でのメダル獲得数は通算9個（その内個人で7個獲得）はシャノン・ミラーと並んでアメリカ女子体操選手獲得メダル数の歴代最多タイ記録となっている。

## 経歴
1988年のソウルオリンピックで金メダルを獲得したワレリー・リューキン、母親に1987年の世界新体操選手権のクラブで金メダルを取った元新体操選手アンナ・コチニエワとの間に1989年10月30日生まれた。2歳のときに一家はアメリカ合衆国に移住した（これにより姓はリューキナ（ロシア語女性形）ではなくなっている）。1994年になると父親のワレリーがテキサス州プラノに、「World Olympic Gymnastics Academy」を設立した。
12歳の時にアメリカ女子ジュニア代表となり13歳の時に全米ジュニア総合チャンピオンになり、2003年のパンアメリカン競技大会の個人総合で銀メダルを獲得した。2005年以降アメリカ女子体操代表の主力選手となった彼女はこれまでに個人総合で4回（ジュニア、シニアで2回ずつ）チャンピオンになっており、段違い平行棒では2005年以降連続して全米選手権で優勝している。これまでに世界体操競技選手権の代表に3度、2003年、2007年のパンアメリカン競技大会、2006年、2008年のパシフィック・リム選手権に出場している。
彼女はシャノン・ミラーとメアリー・ルー・レットンと同じく、アメリカ人女子選手がオリンピック1大会において獲得した最多メダル獲得数に並んでいる。
2010年バンクーバーオリンピック男子シングル金メダリストのエヴァン・ライサチェックと交際していると言われていたが、現在はアイスホッケー選手のマシュー・ロンバーディと婚約している。
北京オリンピック以降、競技から離れていたが、2011年に復帰。しかし、ロンドンオリンピック代表選考会に於いて下位に沈み、代表復帰はならなかった。